# Linognathus raphiceri
Linognathus raphiceri är en insektsart som beskrevs av Konrad Fiedler och Stampa 1956. Linognathus raphiceri ingår i släktet Linognathus och familjen nötlöss. Inga underarter finns listade i Catalogue of Life.